# 崔世安
崔世安，GML（1957年1月13日—），前澳門特別行政區行政長官。曾擔任澳門特別行政區社會文化司司長、澳門格蘭披治大賽車委員會主席等職務。

## 家庭
崔世安是有「澳門三大家族」之稱的崔家後代，其祖父為崔九根、父親崔德勝、叔父崔德祺；崔世安的兄長崔世昌及堂弟崔世平皆為澳門立法會現屆間選議員。
崔世安的夫人是有「中國共產黨的親密朋友」之稱的霍英東姪女霍慧芬；霍慧芬於英國倫敦米德爾塞克斯理工學院畢業，現為澳門管理專業協會副理事長。
崔世安一輩，是崔家自新會遷居澳門後的第八代。十九世紀末，崔世安的太爺崔祜到帝汶島當建築工人，返澳後成家立業。末後，崔祜兒子崔九根（崔世安的祖父）、崔六（崔世安的叔公）兄弟幾人繼承父業。崔九根更被推舉為當時澳門砌石工會仁達堂主席。

## 學歷
1973年，崔世安於澳門嶺南中學肄業；及後到美國留學；在加州州立大学萨克拉门托分校城市衛生管理系取得優等學士學位，並於美國奧克拉荷馬大學取得醫務管理學碩士以及公共衛生博士學位。

## 簡歷
崔世安祖籍是廣東新會雙水鎮崔嘉亨村，生於澳門在美國畢業後返回澳門創辦「崔氏X光醫學化驗室」。
1990-1999年擔任澳門鏡湖平民小學校長（鏡湖平民小學1997年更名為鏡平學校並成立中學部）；1992年起涉足澳門政壇；該年以「同心協進會」第二候選人參加澳門第五屆立法會直選成功；惟於1996年角逐連任失敗；崔世安也為澳葡政府青年委員會委員及環境委員會委員；此外，他曾於1990年至1999年任鏡平學校校長、鏡平專業進修中心校長。
1999年8月，崔世安獲中央人民政府（國務院）任命為澳門特區政府社會文化司司長；2004年12月4日再度被任命為社會文化司司長。

### 參選行政長官

#### 2009年澳門行政長官選舉
2009年5月12日，澳門特區政府公佈第三屆行政長官選舉投票日翌日，正當黨和國家領導人因汶川大地震一週年進行悼念活動時，崔世安宣佈角逐第三任行政長官並即日辭去社會文化司司長一職，獲得澳門行政長官何厚鏵支持及暫時兼任有關職務，其後在14日上午獲國務院批准請辭；及至25日，崔世安在下午3時於萬豪軒酒家發表參選宣言。
6月16日，崔世安向行政長官選舉管理委員會提交300個中的286個提名參選，成為是次選舉的唯一一名候選人。
7月26日，崔世安以282票贊成、14票空白及四名選委沒投票情況下成功獲得資格，8月，崔世安獲總理溫家寶簽署國務院令任命為第三任行政長官，任期自2009年12月20日起為期五年。同年12月20日宣誓就任為行政長官。

#### 2014年澳門行政長官選舉
2014年8月31日，崔世安以380票贊成、13票空白、3張廢票及四名選委沒有投票情況下成功連任澳門特別行政區行政長官，崔世安为唯一候选人。但同時，在由三個民主派團體發起的「民間公投」中，有近90%投票者（7,762名投票者）不信任行政長官選舉唯一候選人崔世安。

## 爭議及批評

### 離補法案
2014年5月，崔世安在未有進行任何公眾諮詢下，向澳門立法會提交《候任、現任及離任行政長官及主要官員的保障制度》（簡稱「高官離補法案」），根據該法案，澳門行政長官任滿5年就可在離任後獲月薪70%的每月性的退休俸祿，直至從事私人業務首日為止，而在其任期內更可獲豁免刑事起訴。而其他主要官員，包括司長、廉政專員、審計長、海關關長、警察總局局長，離職後除了可獲月薪14%（公務員）或30%（非公務員）乘以任職月數的一次性「離任補償」外，亦可因禁止擔任私人商業職位、即 「過冷河」獲得每月補貼，金額相當於離任時月薪的70%。
該法案被批評是「貪官自肥」，2014年5月25日，網上組織「澳門良心」發起遊行抗議，當天的氣溫約攝氏30多度，有約兩萬人響應，下午三時由塔石廣場出發，遊行至澳門特別行政區政府總部，人數為澳門回歸以來最多的一次。特区政府當日表示支持法案重审。5月27日，數千名澳門市民包圍澳門立法會，要求撤回整項法案，立法會同日通過暫緩法案的表決程序。
2014年5月29日，崔世安在政府總部召開記者會，宣布撤回《候任、現任及離任行政長官及主要官員的保障制度》，反離補抗爭運動亦同時宣布勝利。崔世安在記者會說，行政長官必須參與、推動制度建設，候任、現任及離任行政長官當然希望有保障制度，建立制度亦是合理的方向及進程。他透露，在簽署法案修訂文本予立法會二常會作細則性審議時已決定，有生之年都不會收取因法案獲通過而得到的保障款項，相關款項會全數捐給六個慈善及教育團體，作慈善用途，因澳門有人比他更需要幫助，他又說「大家唔使擔心，我雖然肥，但唔會「自肥」（大家不用擔心，我雖然胖，但不會謀取利己）。」

### 超強颱風天鴿襲澳
2017年8月23日，超強颱風天鴿吹襲澳門，當地出現水浸及不同程度的破壞，並造成10人死亡，崔世安於凌晨透過澳門行政長官辦公室，發放一條1分半鐘長的片段。他在片段中表示：「今日（指8月23日）的颱風是53年以來最強的，它所造成的影響非常嚴重，剛才民防架構和相關機構的代表同事，已經通過記者招待會講解情況，以及跨部門所做的工作。我們繼續盡全力協調水、電恢復正常供應，使到廣大居民盡快回復正常生活。」有網民批評政府無能、批評崔世安是在「讀稿」，又有人說「問責制是最重要的，別說那麼多，全部都是廢話」。
批評聲音指出，崔世安身為行政長官擔任委員會主席，行政長官辦公室主任任秘書長，在有需要時啟動委員會運作，履行職責以應對突然發生且造成或可能造成嚴重社會危害的自然災害、事故災難、公共衛生事件和社會安全事件，該委員會完全有權有責動用特區公私部門所有資源應對災難。但是在天鴿突發事件中，崔世安似乎自己都忘記了該根本的應變機制。在颱風來臨之前，在風災變為災難性的水災時，在重大傷亡後，以至在跨部門記者會上，崔世安或相關官員從來沒有提過「突發事件應對委員會」的存在。。
2016年颱風妮坦吹襲澳門，香港及廣東等地皆嚴陣以待，唯澳門氣象局只懸掛三號風球，市民冒狂風暴雨上班，惹來不滿。當時已有聲音要求前氣象局長馮瑞權下台，但崔世安仍安排他續任，被批評是「護短」行為，崔世安需要負上責任。
澳門大學傳播系助理教授李展鵬撰文指出：「......過去十年澳門經濟發展驚人，人均GDP已穩坐亞洲第一，本地居民的收入中位數已經躍升至每月澳門幣18000元。而澳門只有三十多平方公里，人口只有六十多萬，管理上理應不難，為何這個世界級富裕的城市，種種制度基建沒有追上世界水準？澳門一方面金碧輝煌，另一方面怎麼彷彿是個落後的村莊？」
澳門立法會議員區錦新批評，每次有事發生，當局用錢解決是「慣常手腕」，但是猶如「窮到只剩下錢」，市民真正需要的是，當局須真正追究管治責任，及檢討落實如何避免再發生類似災難。
香港前保安局長、立法會議員葉劉淑儀表示，不單是預警出問題，亦反映當局救災和應變都非常不足，不能因為氣象局長以私人理由下台或者派錢，就解決問題。
澳門民主派團體「新澳門學社」對崔世安列出六大指控：
1. 氣象局完全喪失預警職責
2. 行政長官為氣象局長失當背書
3. 警報系統應對委員會完全消失
4. 長期拖延執行水患整治方案
5. 高度依賴購電危害城市安全
6. 防災救災統籌機制改革無期

### 「暨大一億」事件
2016年，澳門特區政府資助澳門基金會，向廣州暨南大學捐款一億元人民幣，而崔世安是基金會的信託委員會主席，且他同時為該校校董會副董事長，被指有利益輸送之嫌，引發民眾不滿。另外有聲音質疑，中國大陸的貧困地區學校及弱勢群體學生更需要援助，基金會卻捐款給經濟沒問題且有許多港澳生的暨大。

### 普通話水平
作為特區行政長官，崔世安不時在公眾場合以普通話發表演講，但由於他的普通話水平較差，經常引發笑話，他說普通話的片段甚至以空耳字幕的形式被上傳到網絡。有網民比較崔世昌和崔世安的普通話水平，認為他們難分勝負，更加諷刺他們是在捍衛廣東話文化。

## 其他職務
崔世安為暨南大學董事會副董事長、澳門基金會主席、美國公共衛生會註冊會員、美國醫務管理學會註冊會員外，也曾為國際青年商會訓練導師、澳門同善堂值理會值理、澳門弱智人士服務協會監事會主席、鏡湖醫院慈善會常務董事、中國青年聯合委會會常務委員等公私職務。

## 荣誉

### 中国勋章奖章
- 大莲花荣誉勋章（澳门特别行政区，2020年12月19日公布[31]）

### 外国勋章奖章
- 功绩大十字勋章（葡萄牙，2014年5月9日公布[32]、2014年5月17日于澳门葡萄牙驻澳门总领事官邸颁发[33]）

## 外部連結
| 中華人民共和國政府职务                                                                      | 中華人民共和國政府职务                                       | 中華人民共和國政府职务                                                   |
| ------------------------------------------------------------------------------------------- | ------------------------------------------------------------ | ------------------------------------------------------------------------ |
| 前任： 何厚鏵                                                                               | 澳門特別行政區行政長官 · 2009年12月20日－2019年12月19日      | 繼任： 賀一誠                                                            |
| 前任： · 黎祖智（Jorge A. H. Rangel） · 葡屬澳門行政教育暨青年事務政務司                    | 澳門特別行政區社會文化司司長 · 1999年12月20日－2009年5月14日 | 繼任： 何厚鏵（澳門行政長官暫代兼任） 2009年5月14日至12月19日 正任：張裕 |
| 前任： · 高樹維（António Salavessa da Costa） · 葡屬澳門傳播﹑旅遊暨文化事務政務司          | 澳門特別行政區社會文化司司長 · 1999年12月20日－2009年5月14日 | 繼任： 何厚鏵（澳門行政長官暫代兼任） 2009年5月14日至12月19日 正任：張裕 |
| 前任： · 董樂勤（José Augusto Perestrello de Alarcão Troni） · 葡屬澳門社會事務暨預算政務司 | 澳門特別行政區社會文化司司長 · 1999年12月20日－2009年5月14日 | 繼任： 何厚鏵（澳門行政長官暫代兼任） 2009年5月14日至12月19日 正任：張裕 |
| 中華人民共和國政府职务                                                                      |                                                              |                                                                          |
| 新頭銜                                                                                      | 國務院粵港澳大灣區建設領導小組成員 2018年8月－2019年12月     | 繼任： 賀一誠                                                            |